# Mexiko na Letních olympijských hrách 2008
Mexiko se účastnilo Letní olympiády 2008. Zastupovalo ho 83 sportovců (43 mužů a 40 žen) v 23 sportech.

## Medailisté
| Medaile | Jméno                             | Sport         | Soutěž                                 |
| ------- | --------------------------------- | ------------- | -------------------------------------- |
| Zlato   | Guillermo Pérez                   | Taekwondo     | muži do 58 kg                          |
| Zlato   | María Espinozová                  | Taekwondo     | ženy nad 67 kg                         |
| Bronz   | Paola Espinosová Tatiana Ortizová | Skoky do vody | ženy synchronizované skoky z věže 10 m |